# Пуща-Водицьке кладовище
Пу́ща-Води́цьке кладови́ще — некрополь в Оболонському районі міста Києва. Виник як сільське кладовище для поховання мешканців Пущі-Водиці. Закритий для нових поховань у 1988 році.
Виникло не пізніше початку 1930-х, вперше зафіксовано на топографічній карті 1932 року.
На північ від кладовища знаходиться став річки Горенка і околиці села Горенка Києво-Святошинського району.

## Поховані
- Єгоров Веніамін Миколайович (1923—1943) — Герой Радянського Союзу.
- Мисниченко Віктор Іванович (1918—2007) — Герой Радянського Союзу, льотчик.
- Іванюк Сергій Семенович (1952—2018) — український письменник Сергій Оксеник, ректор Києво-Могилянської академії, головний редактор журналу «Однокласник».